# Creobius
Creobius is een geslacht van kevers uit de familie van de loopkevers (Carabidae). De wetenschappelijke naam van het geslacht is voor het eerst geldig gepubliceerd in 1838 door Guerin-Meneville.

## Soorten
Het geslacht Creobius is monotypisch en omvat slechts de volgende soort:
- Creobius eudouxii (Guerin-Meneville, 1839)